# Берглангенбах
Берглангенбах (њем. Berglangenbach) општина је у њемачкој савезној држави Рајна-Палатинат. Једно је од 96 општинских средишта округа Биркенфелд. Према процјени из 2010. у општини је живјело 463 становника. Посједује регионалну шифру (AGS) 7134007.

## Географски и демографски подаци
Берглангенбах се налази у савезној држави Рајна-Палатинат у округу Биркенфелд. Општина се налази на надморској висини од 400 метара. Површина општине износи 5,7 km². У самом мјесту је, према процјени из 2010. године, живјело 463 становника. Просјечна густина становништва износи 81 становника/km².